# 欧内斯特·韦布
欧内斯特·韦布（英語：Ernest Webb，1874年4月25日—1937年2月24日），英国男子田径运动员，主攻竞走。他曾代表英国参加1908年和1912年夏季奥林匹克运动会田径比赛，获得三枚银牌。